# Society for Evidence-Based Gender Medicine
Society for Evidence-Based Gender Medicine (SEGM) är en internationell organisation som arbetar för att främja evidensbaserad vård inom området könsmedicin. Organisationen grundades år 2019 och består av läkare, forskare och andra experter som är engagerade i att säkerställa att medicinska och psykologiska behandlingar baseras på vetenskaplig evidens och noggrann granskning.

## Syfte och mål
SEGM:s huvudsakliga mål är att sprida information om den vetenskapliga grunden för behandling av könsdysfori och att verka för bättre forskningsmetoder inom detta område. Organisationen har uttryckt oro över den ökande användningen av hormonbehandlingar och kirurgiska ingrepp för ungdomar och vuxna med könsdysfori, särskilt i frånvaro av långsiktig forskning om deras effekter och risker.

## Kritik och kontroverser
Organisationen har kritiserats av vissa hälsoorganisationer och aktivistgrupper som menar att deras synpunkter kan bidra till att begränsa tillgången till könsbekräftande vård. Förespråkare för SEGM hävdar dock att deras arbete syftar till att säkerställa att behandlingar är säkra och effektiva för patienterna.